# Santiago Chimalpa
Santiago Chimalpa, eller bara Chimalpa, är en ort i Mexiko, tillhörande kommunen Chiautla i delstaten Mexiko. Santiago Chimalpa ligger i den centrala delen av landet och tillhör Mexico Citys storstadsområde. Orten hade 3 727 invånare vid folkräkningen 2010, och är kommunens näst största ort sett till befolkning.